# عقدة النوع
عقدة النوع: الكشف عن إرثنا للنظام الأبوي كتاب نشر عام 1997 لالآن جونسون. يتناول فيه جونسون ويفسر مفهوم النظام الأبوي، وكيف يؤثر تأثيرًا عظيمًا على حياة كل من الرجال والنساء. ويؤكد على أن تجنب «الطريق الأقل مقاومة» هو المفتاح لمحاربة اللامساواة بين الجنسين. ويضع نهجًا يُشجع كل شخص لمحاربة النظام الأبوي في حياته.

## ملخص
يوضح آلان جونسون في عقدة النوع كيف أن التمييز الجنسي الذي يختبره الناس هو نتيجة مباشرة للنظام الأبوي في مجتمعنا. وعَرض بالتفصيل كيف أن الشخص العادي يساعد في ترسيخ النظام الأبوي بتجنب التساؤل عن الوضع الحالي. ويوضح كيف يستفيد الرجال بشكل مباشر من النظام الأبوي وأنه يجب أن يساهموا في الحركة النسوية بمناقشة امتيازات الذكور الخاصة بهم. يحلل ظاهرة شعور الرجال بالتميز والعجز على السواء بواسطة النظام الأبوي. وينتقد استعمال كلمة (كره الرجال) وكذلك الدوافع وراء حركة حقوق الرجال.

## النقد
كان النقد الموجه لعقدة النوع إيجابيًا. أَطلقت (ابي ل.فيربر) الكاتبة في (النوع والمجتمع) على عقدة النوع «كتاب فريد من نوعه يسد الفجوة في المؤلفات المتعلقة بالجنسانية». في (دعونا و شأننا ) أَطلقت عليه (كارلا مانتلا ) «محاسبة عبقرية للنظام الأبوي». تقول (ريبيكا باخ ) في مقالة لمجلة «علم الاجتماع المعاصر » أن جونسون يتبع الأسلوب المعهود «أفضل ما في نظرية النسوية» في كتاباته.